# Mercedes-Benz Atego
 Der er for få eller ingen kildehenvisninger i denne artikel, hvilket er et problem. Du kan hjælpe ved at angive troværdige kilder til de påstande, som fremføres i artiklen.

Atego er navnet på en lastbilmodel af de tyske producent Mercedes-Benz fra 1998. Fra 2005 blev Atego faceliftmodeller over 18 tons navngivet Mercedes-Benz Axor.
I 2013 Atego er blevet renoveret igen.
| Bustrafikartikel | Spire Denne artikel om bustrafik er en spire som bør udbygges. Du er velkommen til at hjælpe Wikipedia ved at udvide den. |